# Alessandra Mussolini
Alessandra Mussolini (Roma, 30 dicembre 1962) è un personaggio televisivo, politica e attrice italiana.
È stata più volte membro del Parlamento italiano e del Parlamento europeo per vari partiti di destra e centrodestra.

## Biografia

### Esordi artistici
Alessandra Mussolini nasce il 30 dicembre del 1962 a Roma. Suo padre era il pianista Romano Mussolini, quartogenito di Benito Mussolini e di Rachele Guidi, mentre sua madre è Maria Scicolone, sorella minore dell'attrice Sophia Loren.
Dopo aver recitato quattordicenne nel film di Ettore Scola Una giornata particolare insieme alla zia Sophia Loren e aver condotto insieme a Pippo Baudo l'edizione 1981-82 di Domenica in, tentò la carriera cinematografica, seguendo le orme della zia. Partecipò a qualche commedia all'italiana, lavorando al fianco di attori come Renato Pozzetto ed Enrico Montesano in Noi uomini duri, un film del 1987 la cui trama era legata al boom delle scuole di corsi di sopravvivenza di quegli anni. Fece anche un servizio fotografico di nudo per Playboy nel 1983 e uno per Excelsior nel 1988.
Ha pubblicato nel 1982 un LP di canzoni che aveva testi di Cristiano Malgioglio. Uscito solo in Giappone, l'album Amore è una rarità introvabile nel mercato collezionistico e nel 2000 una copia è stata venduta a Londra per 10 milioni di lire.
Dopo Sabato, domenica e lunedì di Lina Wertmüller del 1990 (in cui Mussolini recitava al fianco di Luciano De Crescenzo e Sophia Loren e nel quale interpretava due brani della colonna sonora), decise di ritirarsi dal mondo dello spettacolo per dedicarsi alla politica.

### Deputato con MSI e AN

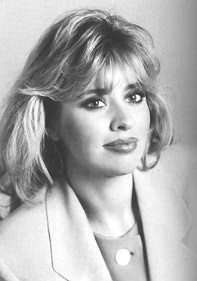
Mussolini eletta per la prima volta alla Camera nel 1992

Nell'aprile del 1992 viene eletta deputata alla Camera nella circoscrizione Napoli-Caserta, nelle liste del Movimento Sociale Italiano.
Nel novembre 1993 si candidò come sindaco di Napoli per il MSI alle prime elezioni dirette: a sorpresa ottenne il 31% ed arrivò al ballottaggio, nel quale però ottenne il 44,4%, venendo superata da Antonio Bassolino. Fu favorevole all'alleanza tra MSI e Forza Italia in vista delle elezioni politiche del 1994 nel Polo delle Libertà, con il quale fu rieletta alla Camera con il maggioritario nel collegio Napoli-Ischia. Insieme a Teodoro Buontempo si oppose, anche se non in maniera energica, allo scioglimento del MSI in seguito alla svolta di Fiuggi e alla nascita di Alleanza Nazionale nel gennaio 1995. In quella legislatura fu vicepresidente della commissione Affari sociali.
Nel 1994 si laurea in medicina e chirurgia, nonostante si fosse già precedentemente attribuita il titolo di medico durante la compilazione dei dati anagrafici dei deputati della Camera dei deputati nel 1992. Vi sono dei sospetti riguardo alla sua carriera universitaria, in particolare per lo scandalo degli esami comprati che la vide coinvolta. Ha superato l'esame di abilitazione alla professione e risulta iscritta all'albo dal 2011.
Rimasta in AN, fu rieletta alla Camera nel 1996, nella XIII legislatura, dove svolse il ruolo di vice-capogruppo del suo partito. Venne rieletta ancora nel 2001. I suoi rapporti con Gianfranco Fini, presidente di Alleanza Nazionale, non furono sempre buoni; la rottura definitiva avvenne nel novembre 2003, quando Fini si recò in Israele, dove disse, in riferimento ai drammi dell'Olocausto, che il fascismo «è stato parte del male assoluto del XX secolo», scusandosi nel contempo con il governo israeliano per le leggi razziali fasciste del 1938: in seguito a queste dichiarazioni, la Mussolini abbandonò tre giorni dopo Alleanza Nazionale aderendo al gruppo misto e dichiarando che si era venuta a creare un'incompatibilità non tanto con le sue posizioni politiche, ma con il cognome che porta. In seguito Bruno Vespa chiosò che in realtà Fini si era riferito solo alle leggi razziali, ma che i mass media avevano fatto passare il messaggio che si fosse riferito all'intero fascismo, come "male assoluto"; tuttavia, sostiene sempre il giornalista, il leader di AN non rilasciò precisazioni né rettifiche poiché ne sarebbero venute solo conseguenze negative e Mussolini sarebbe uscita lo stesso.

### Europarlamentare con Alternativa Sociale

#### Elezioni europee del 2004
Mussolini fonda, poco dopo la rottura con Fini e AN, insieme a Luca Romagnoli, Adriano Tilgher e Roberto Fiore, un nuovo partito di destra: Libertà di Azione (in seguito noto come Azione Sociale), che confluisce assieme ad altri movimenti di estrema destra nel cartello elettorale Alternativa Sociale.
Alle elezioni europee del 2004 il cartello elettorale ottenne l'1,2% dei voti, permettendo alla Mussolini di essere eletta al Parlamento europeo, nel quale aderisce al Gruppo Identità, Tradizione, Sovranità; ricevendo 39 385 preferenze personali nella circoscrizione centrale, dove ottenne il seggio, 31 895 nella circoscrizione meridionale, 19 432 nella circoscrizione insulare, 23.678 nella circoscrizione nord-occidentale e 18 970 nella circoscrizione nord-orientale. È stata membro della Commissione per le libertà civili, la giustizia e gli affari interni, della Commissione per lo sviluppo, della delegazione per le relazioni con i paesi del Mashreq e con la Bielorussia, e della delegazione all'Assemblea parlamentare euro-mediterranea.

#### Candidatura alla provincia di Latina
Alle elezioni amministrative del 2004 si candida alla presidenza della provincia di Latina, appoggiata dalla lista elettorale Alternativa Sociale, ottenendo al primo turno 12 453 voti (pari al 4,13%), arrivando terza e non accedendo al ballottaggio, ma venendo eletta al consiglio provinciale di Latina. Tuttavia Mussolini è stata criticata perché è stata presente a quattro sole sedute. Nel 2009, il consiglio è stato chiamato a votare la sua decadenza dalla carica, ma la mozione venne respinta.

#### Elezioni regionali del 2005
Alle elezioni regionali del 2005 si presenta con Alternativa Sociale al di fuori dei due poli, con Mussolini candidata sia presidente della Regione Campania che presidente della Regione Lazio. Poco prima delle elezioni, a liste già presentate, il partito di Mussolini fu escluso dalla competizione nel Lazio per una sospetta falsificazione delle firme prodotte per la presentazione della lista. Il caso evocò uno scandalo nel quale furono coinvolti l'allora presidente della Regione Lazio Francesco Storace, suo ex-portavoce ed il direttore dei sistemi informativi regionali, accusati di spionaggio informatico ai danni di Mussolini e dell'altro candidato Piero Marrazzo; lo scandalo è stato giornalisticamente intitolato "Laziogate" e portò nell'immediato alle dimissioni di Storace, che nel frattempo era divenuto ministro della Salute del terzo governo Berlusconi.
Mussolini iniziò allora una campagna di comunicazione, trasferendosi dentro una roulotte a bordo della quale iniziò uno sciopero della fame, richiamando l'attenzione della stampa; una prima sentenza del Tribunale Amministrativo Regionale del Lazio confermò poco dopo l'esclusione della lista, il comune di Roma si mosse in modo da evidenziare che la verifica della regolarità delle firme era stata compiuta da una società "vicina alla Regione", infine il Consiglio di Stato riammise Alternativa Sociale. Il partito poté così essere votato ed ottenne l'1% dei voti circa, (con punte di poco meno del 2% in Campania e nel Lazio, dove Mussolini si era candidata in prima persona).

#### Elezioni politiche del 2006

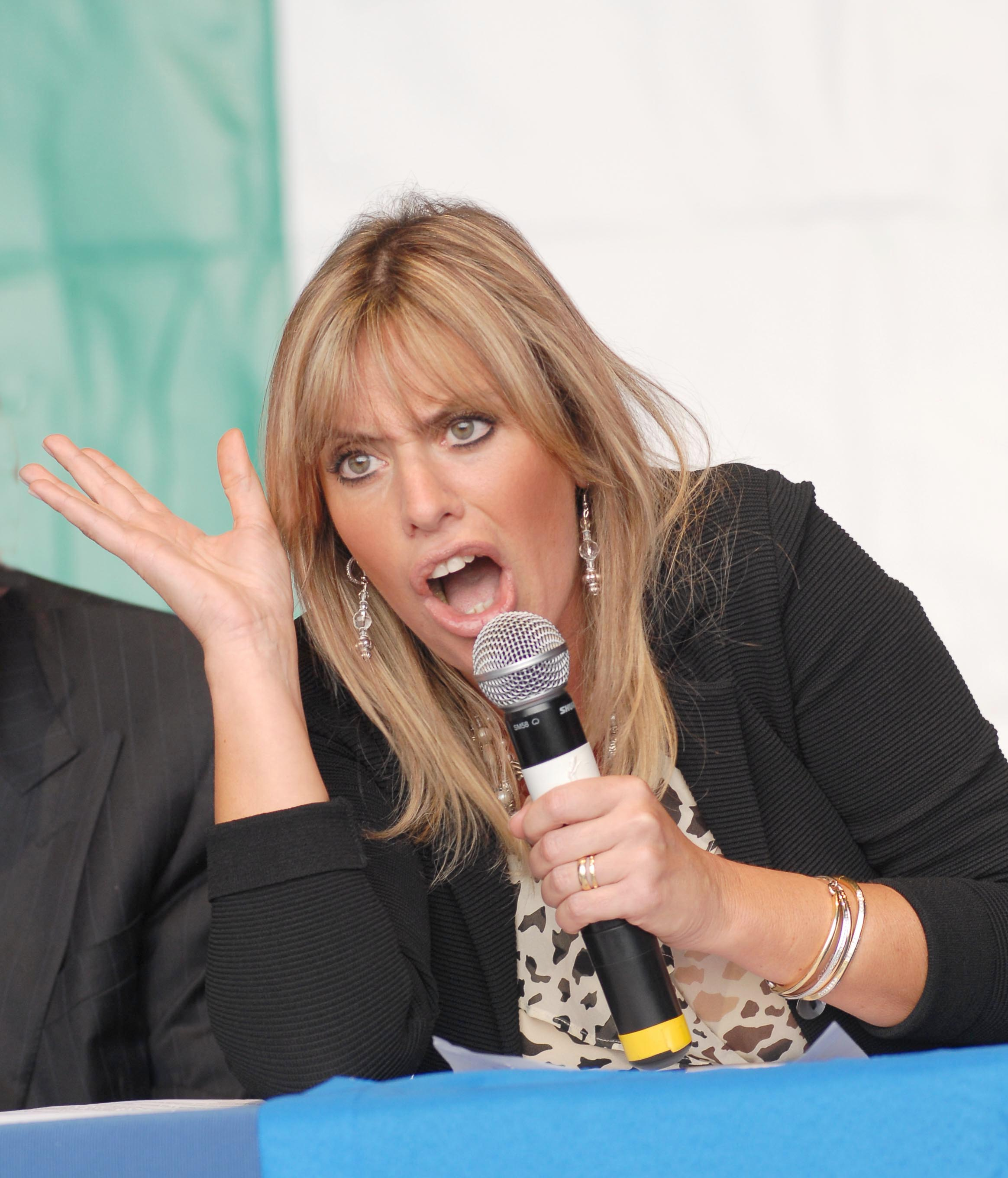
Alessandra Mussolini alla festa del Secolo d'Italia a Milano nel 2007

Dopo il via libera di Alleanza Nazionale, Silvio Berlusconi riapre alle trattative con Alessandra Mussolini in vista delle elezioni politiche del 2006, pervenendo ad un accordo programmatico stipulato il 17 febbraio 2006 in virtù del quale il movimento Alternativa Sociale si è presentato a quella consultazione alleato con la Casa delle Libertà. Alcune polemiche sulla possibilità che entrassero in lista alcuni dirigenti post-fascisti furono messe a tacere con un patto tra Mussolini e Berlusconi che prevedeva, tra l'altro, che non fossero candidati personaggi definiti "discutibili".
Ad aprile 2006, sulla "Gazzetta di Mantova", fu pubblicata fra le lettere al direttore una sorta di richiesta di rettifica firmata Alternativa Sociale con la quale, nell'enfatizzare differenza e distanza dal MS-Fiamma Tricolore di Romagnoli, si segnalava come ulteriore distinzione da questo che il movimento di Mussolini non avallava la richiesta di introduzione in Costituzione temi di compartecipazione del lavoratore agli utili delle aziende; ciò fu subito sintetizzato, nella polemica politica interna alla destra sociale e radicale, in una sconfessione da parte di Mussolini delle istanze legate alla socializzazione delle fabbriche, teorizzata e sul punto di essere applicata dal nonno Benito durante la Repubblica Sociale Italiana, provocando anche disapprovazioni della propria base. Il suo sito web, in questa fase, fu oggetto di ripetuti attacchi di "cracking".
Nelle elezioni politiche il suo partito ottenne un risultato al di sotto delle aspettative (0,67% alla Camera e 0,63% al Senato) che non le consentì di approdare a Montecitorio.
Fu presidente della giuria della prima edizione del reality show La pupa e il secchione in onda su Italia 1 nel settembre 2006. Inoltre partecipò come doppiatrice in un episodio del cartone animato I Simpson trasmesso in Italia nel dicembre dello stesso anno. 

### Rielezione alla Camera e regionali Campane col PdL

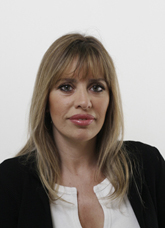
Alessandra Mussolini rieletta alla Camera nel 2008

Nel 2008 decise di candidarsi nelle liste de Il Popolo della Libertà (PdL) per le elezioni politiche del 2008 e fu eletta deputato alla Camera nella circoscrizione Campania 1, lasciando a Roberto Fiore la carica di deputato europeo. Dal 1º Luglio 2008 fu Presidente della Commissione parlamentare bicamerale per l'Infanzia.
Candidatasi alle elezioni regionali in Campania del 2010, a sostegno della mozione del deputato PdL ed ex ministro Stefano Caldoro, venne eletta in consiglio regionale della Campania, raccogliendo quasi ventimila voti di preferenza, ma si dimise poco dopo, dando la preferenza all'incarico in Parlamento.

### Senatrice e ritorno all'Europarlamento con Forza Italia e Lega

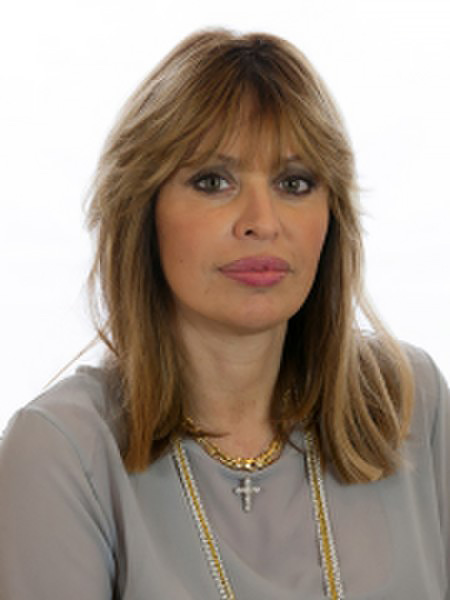
Ritratto ufficiale da senatrice (2013)

Alle elezioni politiche del 24-25 febbraio 2013 viene eletta senatrice, nella circoscrizione Campania per Il Popolo della Libertà, e il successivo 21 marzo viene eletta segretaria dell'ufficio di presidenza del Senato della Repubblica.
Il 16 novembre 2013, con la sospensione delle attività del Popolo della Libertà, aderisce a Forza Italia, dove in vista delle elezioni europee del 2014 viene candidata per la circoscrizione Italia centrale, dove viene rieletta nuovamente al Parlamento europeo (lasciando dunque il Senato), aderendo al gruppo del Partito Popolare Europeo.
Nel 2014 destò scandalo il coinvolgimento del marito, successivamente condannato a un anno di reclusione, in una inchiesta per prostituzione minorile.
Il 30 aprile 2015 viene scelta da Silvio Berlusconi come capolista alle elezioni regionali in Campania del 31 maggio seguente a sostegno del governatore uscente Stefano Caldoro, ma a seguito dello spoglio elettorale, con soli 2 200 voti non risulta eletta al consiglio regionale, con Caldoro che perde la guida della regione.

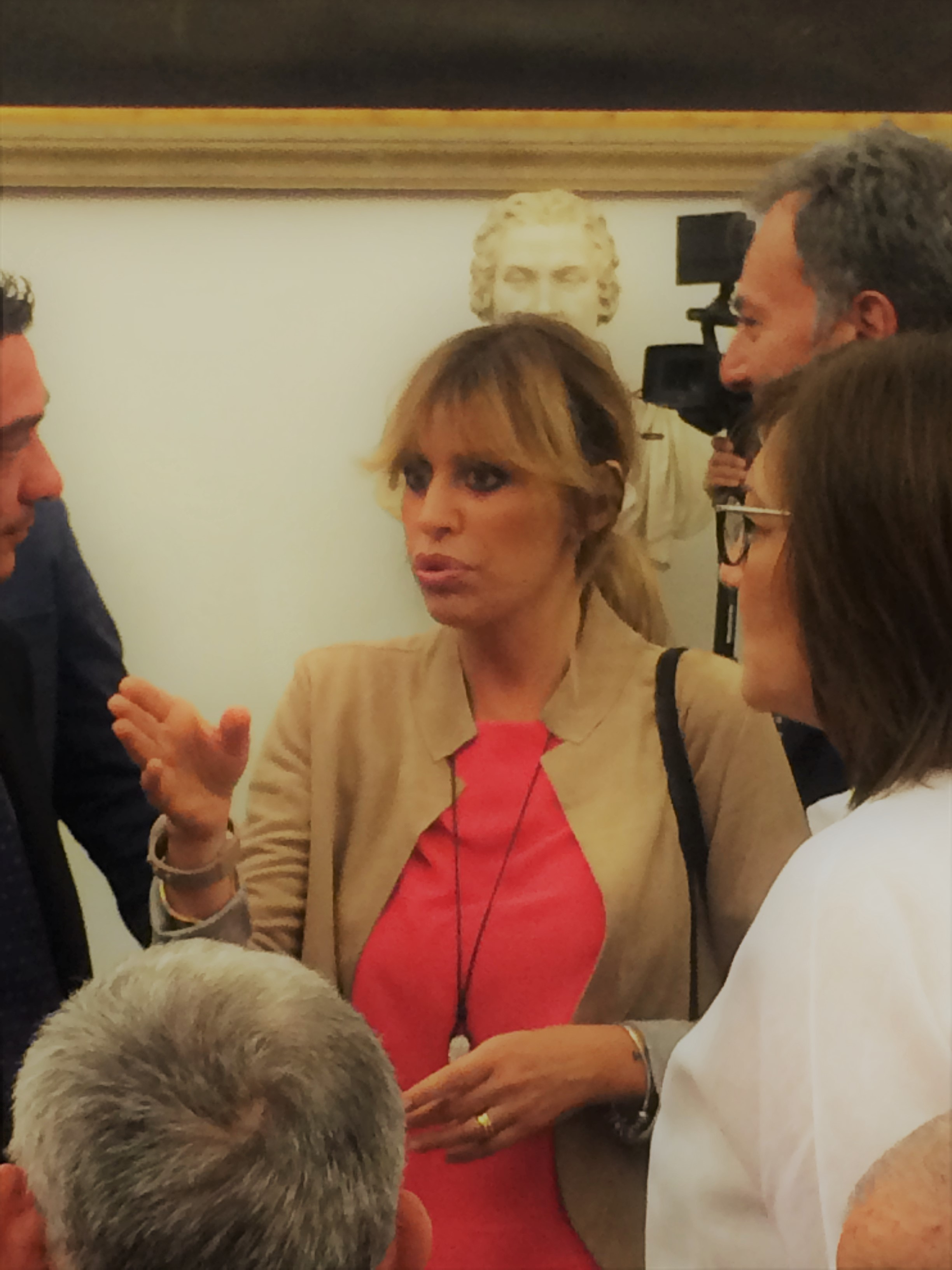
Mussolini durante la campagna elettorale delle elezioni amministrative del 2016 a Roma

In occasione delle elezioni amministrative del 2016 a Roma si candida nelle liste di Forza Italia a sostegno dell'imprenditore Alfio Marchini, ma con 1 492 arriva quarta e non è eletta.
Il 30 novembre 2016 decide di aderire al gruppo dei non iscritti, lasciando quello del Partito Popolare Europeo, in disaccordo con le prese di posizione da parte di Wolfgang Schäuble e Jean-Claude Juncker a favore dell'operato del governo Renzi e della sua riforma costituzionale, pur rimanendo in Forza Italia.
In seguito alle elezioni politiche del 2018, Mussolini critica la decisione di Forza Italia di stare all'opposizione del primo governo Conte, dichiarando che, fosse stata al Senato, gli avrebbe votato la fiducia. Tenta poi tramite i Comitati di Base territoriali di spostare il partito a destra, ma senza successo. Il 27 luglio lascia Forza Italia, spiegando che "non c'è possibilità di poter portare idee e contenuti ai nuovi timonieri [che non hanno] intenzione di cambiare nonostante gli errori già commessi", e si professa indipendente di area Lega, pur rimanendo nel Partito Popolare Europeo. Il successivo 18 ottobre dichiara alla stampa che avrebbe incaricato dei legali di denunciare alla Polizia Postale eventuali immagini e frasi offensive nei confronti del Duce postate su Facebook e gli altri social, destando la dura replica di Riccardo Pacifici.

### Ritorno in Forza Italia e abbandono della politica
In occasione delle elezioni europee del 2019, dopo una riappacificazione con Silvio Berlusconi, viene candidata per Forza Italia nelle circoscrizioni Italia centrale e Italia meridionale, ma nella prima (in accoppiata col capolista Antonio Tajani) raccoglie 17 789 preferenze, risultando la prima dei non eletti, e nella seconda si piazza in decima posizione (togliendo il rinunciatario Berlusconi) con 17 102 voti. Per la prima volta dal 1992, Mussolini non fa parte di alcuna assemblea parlamentare.
Nel dicembre del 2020, in un’intervista a Il Tempo, dichiara di voler lasciare la carriera politica per dedicarsi al mondo dello spettacolo. Partecipa come concorrente alla quindicesima edizione di Ballando con le stelle, in coppia con il ballerino Maykel Fonts, arrivando in finale e classificandosi terza. A gennaio del 2021 partecipa alla seconda edizione de Il cantante mascherato, venendo eliminata alla seconda puntata. Nell'autunno dello stesso anno, torna a Ballando con le stelle nel ruolo di opinionista. Nel 2022 prende parte a Nudi per la vita e a Tale e quale show. È stata ospite ricorrente e opinionista di Domenica Live, Live - Non è la d'Urso e Domenica in.
Ad aprile 2021 si schiera a favore del cosiddetto ddl Zan, che avrebbe esteso la legge Mancino ai reati di omofobia.

### Europarlamentare con Forza Italia e successiva adesione alla Lega
Nel novembre 2022 ritorna a essere eurodeputata subentrando ad Antonio Tajani, eletto al Parlamento italiano, e aderisce al gruppo del Partito Popolare Europeo. Diviene membro della Commissione per il commercio internazionale.
Alle elezioni europee del 2024 si ricandida nella circoscrizione meridionale e in quella centrale, ma, avendo raccolto circa 7 300 preferenze nella prima e 7 900 nella seconda, non viene rieletta.
Il 19 maggio 2025 aderisce alla Lega per Salvini Premier.

## Vita privata
Si considera cattolica, anche se non molto praticante, ed è sposata dal 28 ottobre 1989 (anniversario della marcia su Roma del 1922, che la Mussolini disse essere una data voluta) con Mauro Floriani, allora ufficiale della Guardia di Finanza, da cui ha avuto tre figli: Caterina (1995), Clarissa (1997) e Romano (2003). Quest'ultimo, calciatore, veste la maglia della Cremonese, in Serie A.
Il marito, nel 2015, è stato condannato per prostituzione minorile nello scandalo delle "baby-squillo" dei Parioli. Mussolini avrà poi modo di dichiarare di non averlo perdonato, ma di essere rimasta al suo fianco per il bene della famiglia.

## Controversie
Nel corso degli anni, Mussolini è stata protagonista di alcune controversie con altri personaggi della politica e dello spettacolo, talvolta degenerate in discussioni o in vere e proprie liti.
- Ci furono polemiche sulla sua laurea in medicina e chirurgia. Nel 1992 l'allora neo-deputata compilò il foglio d'ingresso alla Camera affermando di essere laureata e di praticare la professione di medico. Gli organi di stampa contestarono tale dichiarazione in quanto Mussolini al momento non era laureata e di conseguenza non poteva aver superato l'esame di abilitazione[58][59].
- Il 30 gennaio 2001 Mussolini ebbe uno scontro verbale e fisico con Katia Bellillo, allora ministra per le pari opportunità, in occasione della registrazione di una puntata di Porta a Porta. Durante il dibattito su molestie sessuali rivolte alle donne, la ministra Bellillo (Comunisti Italiani) provocò Mussolini dicendole: «Sta' zitta per carità, chiudi questa bocca, devi provocare per che cosa [...] ti chiami Mussolini e questo basta». Per tutta risposta Mussolini interruppe varie volte la Bellillo durante il suo discorso con frasi del tipo «Lei è comunista, brutta comunista» fino a che la ministra, spazientita, si alzò inveendo verso di lei finendo, dopo aver ricevuto un calcio dalla parlamentare, per lanciarle addosso il microfono. Al termine della registrazione, la ministra dichiarò di essersi «divertita», mentre Mussolini chiese l'intervento del Presidente della Camera Luciano Violante, il quale richiamò in maniera ufficiale l'allora Presidente del Consiglio Giuliano Amato dicendo che «un ministro non può criticare un parlamentare per il suo nome. Non ho motivo di dubitare delle parole dell'onorevole Mussolini, sono certo che lei troverà il modo per richiamare il ministro Bellillo al rispetto dei suoi doveri istituzionali»[60].
- Il 9 marzo 2006 Mussolini fu protagonista di una controversia a Porta a Porta con Vladimir Luxuria, dove nel corso della discussione, dopo essere stata accusata da Antonio Di Pietro di essere fascista, Mussolini rispose ripetutamente «Me ne vanto». La discussione proseguì con un intervento di Luxuria che, facendo riferimento alla propria identità di genere, replicò: «Abbiamo sentito una persona che ha detto che si vanta di essere fascista [...] questa cosa mi preoccupa molto, riproporrà anche il confino per gli omosessuali?». Alessandra rispose: «Io mi preoccupo di chi va in piazza a bruciare le bandiere degli Stati Uniti e dello Stato di Israele, io mi preoccupo di chi dice "dieci, cento, mille Nassiriya"». Alla replica di Luxuria («Io non mi sono vantata di aver bruciato quelle bandiere, lei si è vantata di essere fascista!»), esternò: «Si veste da donna e crede di poter dire tutto quello che vuole. Meglio fascista che frocio»[61][62]. Nel 2020, all'interno del programma televisivo Ballando con le stelle, su sollecitazione di alcuni membri della giuria, Mussolini ha ammesso di aver sbagliato a pronunciare quelle parole.[63]
- Nel 2006, durante la trasmissione La pupa e il secchione, condotta da Enrico Papi con Federica Panicucci, ebbe continui litigi con Vittorio Sgarbi. In una delle puntate del programma, Mussolini tentò di non far parlare il critico d'arte, toccandolo, spingendolo e, infine, mettendogli la mano davanti alla bocca e facendogli cadere gli occhiali. I due diedero vita a una furiosa lite con reciproci insulti, con Sgarbi che urlò: «Non voglio essere toccato da una fascista». Di conseguenza Mussolini non volle più sedere accanto al critico d'arte perché a suo dire «è matto».[64][65] In seguito allo scontro, Sgarbi fu espulso dal programma e sostituito da Andrea G. Pinketts.
- Dopo l'assassinio di Giovanna Reggiani Frattini avvenuto a Roma nel 2007, Mussolini, all'epoca eurodeputata nel gruppo Identità, Tradizione, Sovranità, aveva accusato il popolo romeno di "aver fatto della delinquenza un modo di vivere" e aveva invitato l'ambasciatore romeno in Italia a tornare a Bucarest. In seguito a queste dichiarazioni, i cinque deputati romeni di Identità, Tradizione, Sovranità abbandonarono il gruppo che quindi si sciolse per mancanza del numero legale[66][67]. Il regista rumeno Bobby Paunescu si sentì offeso da quelle parole e decise di scrivere la sceneggiatura del film Francesca, uscito nel 2009, nel quale Mussolini viene insultata[68][69].
- Il 21 ottobre 2009, tenta di spegnere il microfono a Francesco Barbato, esponente dell'Italia dei Valori, durante un suo intervento alla Camera.[70]
- Nell'autunno 2009 vennero avviate indagini in relazione ad un presunto ricatto che avrebbe coinvolto Mussolini, a causa di un video che avrebbe ritratto lei e Roberto Fiore in presunta intimità nella sede romana di Forza Nuova. Il video in questione non venne mai trovato, alimentando l'ipotesi di una truffa ai danni di Mussolini. Per tale vicenda venne indagato dalla Procura di Roma per tentata estorsione Andrea Cacciotti, produttore cinematografico con precedenti per truffa[71][72].
- Il 29 gennaio 2013, alla trasmissione L'aria che tira su LA7, si rese protagonista di uno scontro verbale col giornalista Andrea Scanzi del Fatto Quotidiano. In seguito ad un'intervista Scanzi diede dell'ignorante a Berlusconi, Mussolini chiese, interrompendo il discorso del giornalista, chi egli fosse e, dopo una presentazione, Scanzi rispose: «Io purtroppo so chi è lei e so anche chi è stato suo zio, suo nonno». Mussolini affermò che Scanzi avrebbe dovuto parlare con rispetto e il giornalista rispose: «Di Benito Mussolini non ho alcun rispetto, cara signora, alcun rispetto». A questa affermazione Mussolini lasciò lo studio palesemente irritata, non prima di aver detto «Ma io devo stare qua a sentire questa testa di cazzo?»[73][74].
- Nel corso del quarto scrutinio dell'elezione del Presidente della Repubblica del 2013, per protestare contro la candidatura di Romano Prodi, entrò nell'aula della Camera con la collega senatrice Simona Vicari indossando magliette recanti le scritte "No, questo no" e "Il diavolo veste Prodi", riferendosi al film Il diavolo veste Prada.[75]
- Nel novembre 2013, in vista della scissione del PdL, a una puntata de L'aria che tira, discutendo con Roberto Formigoni, lo provoca a tal punto che egli dichiara: «Se fossi lì a Roma potrei alzarmi e metterle amorosamente una mano sulla bocca. Essendo da Milano non riesco». Quest'ultima replicò con: «Io te la metto da un'altra parte»[76].
- A fine marzo 2019 si rese protagonista di uno scontro sui social con l'attore Jim Carrey, che pubblicò su Twitter una vignetta da lui disegnata che ritraeva Benito Mussolini e Claretta Petacci appesi a testa in giù, con scritto in inglese: "Se vi state chiedendo a cosa porta il fascismo chiedete a Benito Mussolini e alla sua signora". Alla foto la Mussolini rispose con il tweet "You are a bastard" ("Sei un bastardo").[77] L'evento venne riportato da vari giornali online anche fuori dall'Italia.[78][79] In seguito, intervistato dalla rivista Variety, l'attore rispose che la Mussolini avrebbe potuto capovolgere il disegno: «sembrerà che suo nonno stia saltando di gioia».[80]

## Filmografia

### Attrice

#### Cinema
- Bianco, rosso e..., regia di Alberto Lattuada (1972)
- Una giornata particolare, regia di Ettore Scola (1977)
- Il tassinaro, regia di Alberto Sordi (1983)
- Assisi Underground, regia di Alexander Ramati (1985)
- Noi uomini duri, regia di Maurizio Ponzi (1987)
- Non scommettere mai con il cielo, regia di Mariano Laurenti (1987)
- La pattuglia del deserto (Ha-Derech L'Ein Harod), regia di Doron Eran (1990)

#### Televisione
- Il caso Pupetta Maresca, regia di Marisa Malfatti e Riccardo Tortora – film TV (1982)
- Qualcosa di biondo, regia di Maurizio Ponzi – film TV (1984)
- Ferragosto OK, regia di Sergio Martino – miniserie TV (1986)
- Investigatori d'Italia – serie TV, episodi 1x02-1x11 (1987)
- Vincere per vincere, regia di Stefania Casini – film TV (1988)
- Sabato, domenica e lunedì, regia di Lina Wertmüller – film TV (1990)

### Doppiatrice
- I Simpson (The Simpsons), episodio 17x07 (2006)

## Programmi televisivi
- Domenica in (Rai 1, 1981-1982,  2020-2021, dal 2024) – Co-conduttrice nel 1981-1982, ospite ricorrente nel 2020-2021, 2024
- La pupa e il secchione (Italia 1, 2006) – Giurata
- Mattino 5 (Canale 5, 2008-2021) – Opinionista ricorrente
- Pomeriggio cinque (Canale 5, 2008-2021) – Opinionista ricorrente
- Domenica Live (Canale 5, 2012-2021) – Opinionista ricorrente
- L'aria che tira (LA7, 2017-2019, dal 2023) – Ospite ricorrente
- Live - Non è la D'Urso (Canale 5, 2019-2020) – Opinionista
- Ballando con le stelle (Rai 1, 2020-2021) – Concorrente (2020), Opinionista (2021)
- Il cantante mascherato (Rai 1, 2021) – Concorrente
- Nudi per la vita (Rai 2, 2022) -  Concorrente
- Tale e quale show (Rai 1, 2022) - Concorrente

## Discografia

### Album in studio
- 1982 – Amore

### Singoli
- 1982 – Love Is Love
- 1982 – Tokyo Fantasy